# ジュゼッペ・シノーポリ
ジュゼッペ・シノーポリ（Giuseppe Sinopoli、1946年11月2日 - 2001年4月20日）は、イタリアの指揮者・作曲家。

## 人物・来歴
1946年、イタリア・ヴェネツィア生まれ。
パドヴァ大学で心理学と精神医学を学ぶと同時に、ベネデット・マルチェッロ音楽院で作曲を専攻する。その後、ダルムシュタットでシュトックハウゼンやマデルナのクラスに在籍する。ウィーン音楽院では、ハンス・スワロフスキーやカール・エスターライヒャーについて指揮法を師事する。
1975年、現代音楽の演奏を目的として師の名を冠したブルーノ・マデルナ・アンサンブルを設立、指揮者としてのデビューを飾る。
1981年、バイエルン国立歌劇場で初演されたオペラ『ルー・ザロメ』（Lou Salomé）などの作品によって、現代音楽の作曲家としても名をなしていた。
上述のような経歴（死の直前には考古学の博士号も取得）から、衒学的で音楽解釈に精神医学的観点の援用を示唆する言動やシノーポリの異色の音楽解釈は、熱烈な崇拝と批判を同時に呼び起こした。マーラー、ワーグナー、リヒャルト・シュトラウス、プッチーニら、ドイツ圏やイタリアの後期ロマン派の管弦楽曲およびオペラでの解釈が特に知られていた。ドイツ・グラモフォン、フィリップス、テルデックなど、クラシックの一流レーベルから数多くのCDを発売していたスター指揮者であった。ドイツ語をほぼ母語同様に操り、『ルー・ザロメ』などのドイツ語オペラを残したほか、来日時のNHKのインタビューにもドイツ語で応じた。
1987年、フィルハーモニア管弦楽団と共に来日した折に、桐朋学園オーケストラで非公開授業を行い（ヴェルディ：『運命の力』序曲）、この録音は、当時発売されたシノーポリの『運命の力』全曲盤に初回プレス限定で添付されている。
1984年にフィルハーモニア管弦楽団、1992年にシュターツカペレ・ドレスデンの常任指揮者になり、後者のポストは最後まで在任していた。オペラ指揮者としては、1990年にベルリン・ドイツ・オペラの音楽監督に就任予定だったが、直前に辞退。
2001年4月20日、ベルリン・ドイツ・オペラでヴェルディのオペラ『アイーダ』を指揮中、第3幕の途中で心筋梗塞で倒れ急逝した。54歳没。
2002年よりザクセン州立歌劇場の音楽総監督に就任予定だったが、死去により果たせなかった。